# Jardín de João Chagas
El Jardín de João Chagas —popularmente conocido como Jardín de la Cordoaria— se localiza en el Campo de los Mártires de la Patria, ciudad del Oporto, en Portugal.
El jardín se encuentra en las proximidades de la Torre de los Clérigos, del Centro Portugués de Fotografía y del Hospital General de Santo António.

## Historia
El jardín fue fundado por el Vizconde de Vilar de Allen en 1865. El proyecto inicial es de la autoría del paisajista alemán Émile David.
En 1941, un ciclón alteró mucho de la apariencia de este jardín romántico.
En la secuencia de las obras de remodelación urbana de la Capital Europea de la Cultura Porto 2001 el jardín fue blanco de una intervención coordinada por el arquitecto Camilo Cortesão. Esta obra fue muy criticada por algunas personalidades y asociaciones de Oporto pues implicó una gran modificación de este espacio.

## Patrimonio
En el espacio del jardín están las estatuas "Rapto de Ganímedes" (1898) de Fernandes de Sá, "Flora" (1904), de António Teixeira Lopes; "Ramalho Ortigão" (1909), de Leopoldo de Almeida; "António Noble" (1926), de Tomás Costa; y "Treze a rir uns dos outros" (2001), de Juan Muñoz.

## Galería de imágenes

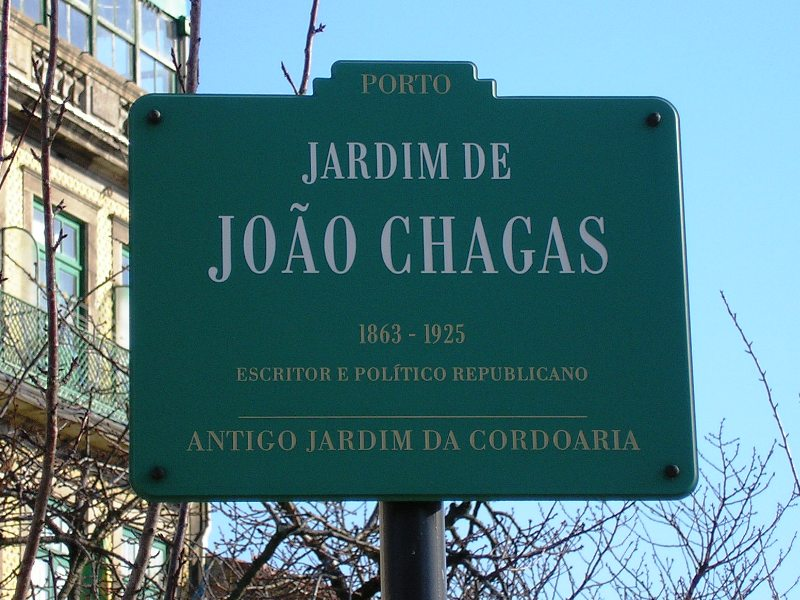
Placa con la designación oficial del jardín.
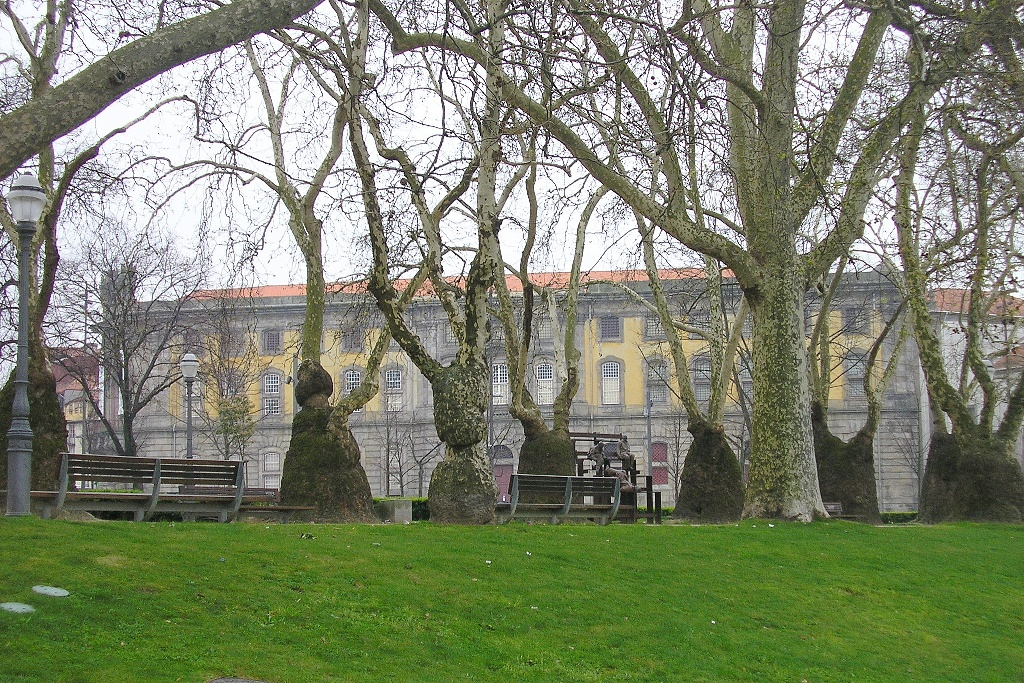
La antigua Cadeia de la Relaçao, al fondo.
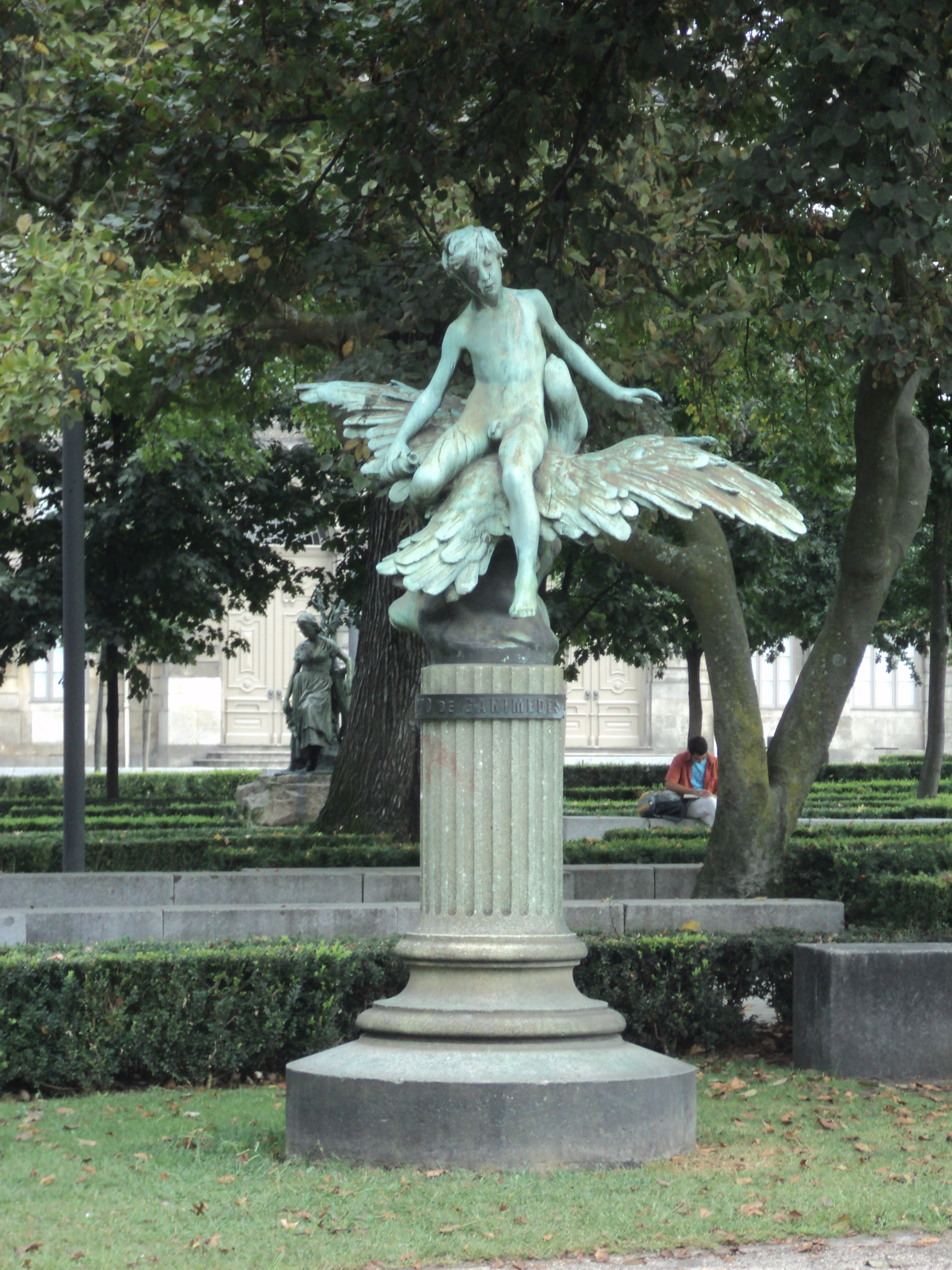
Rapto de Ganimedes del escultor Fernandes de Sá.
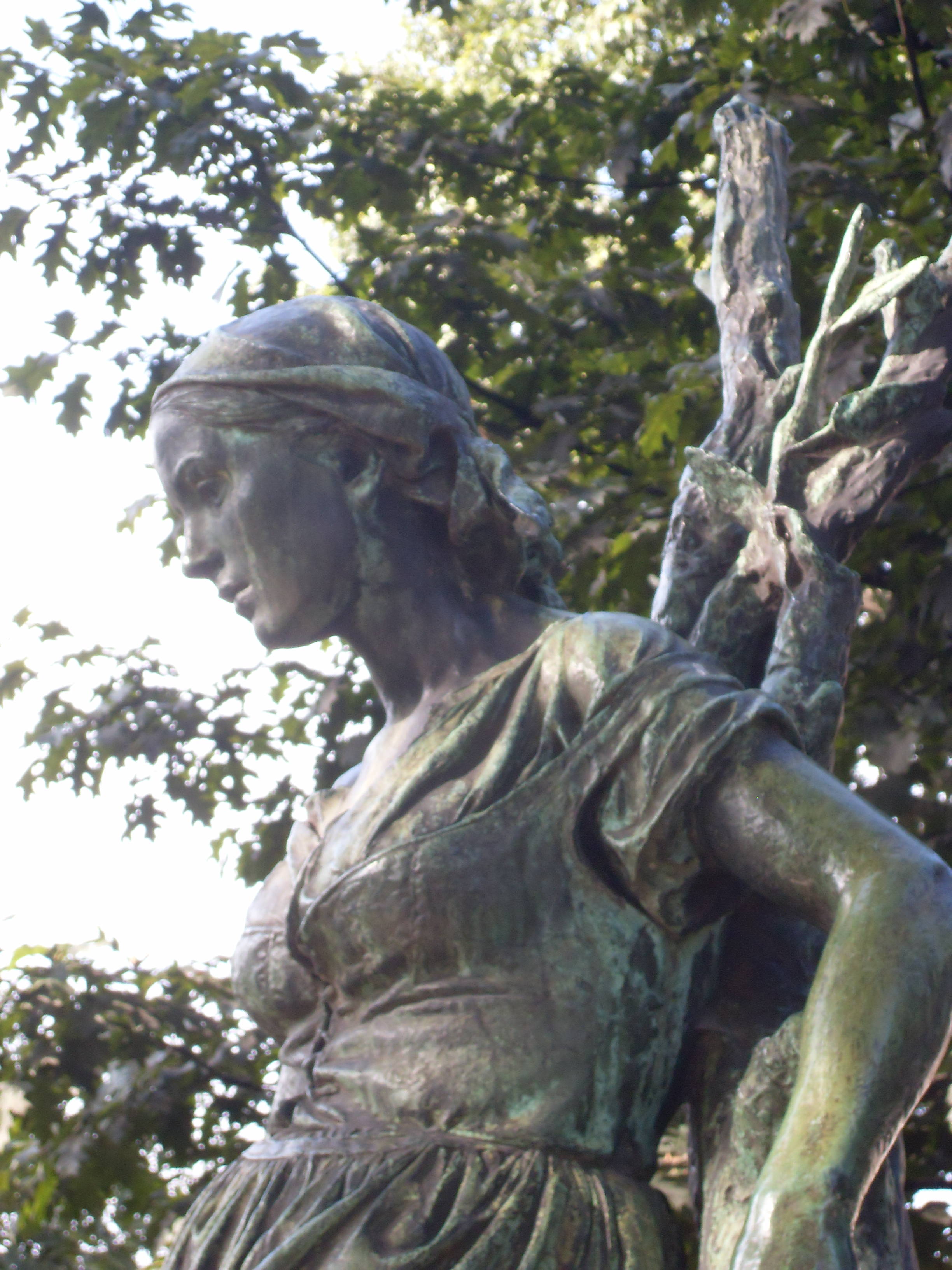
Flora escultura de Teixeira Lopes (hijo)
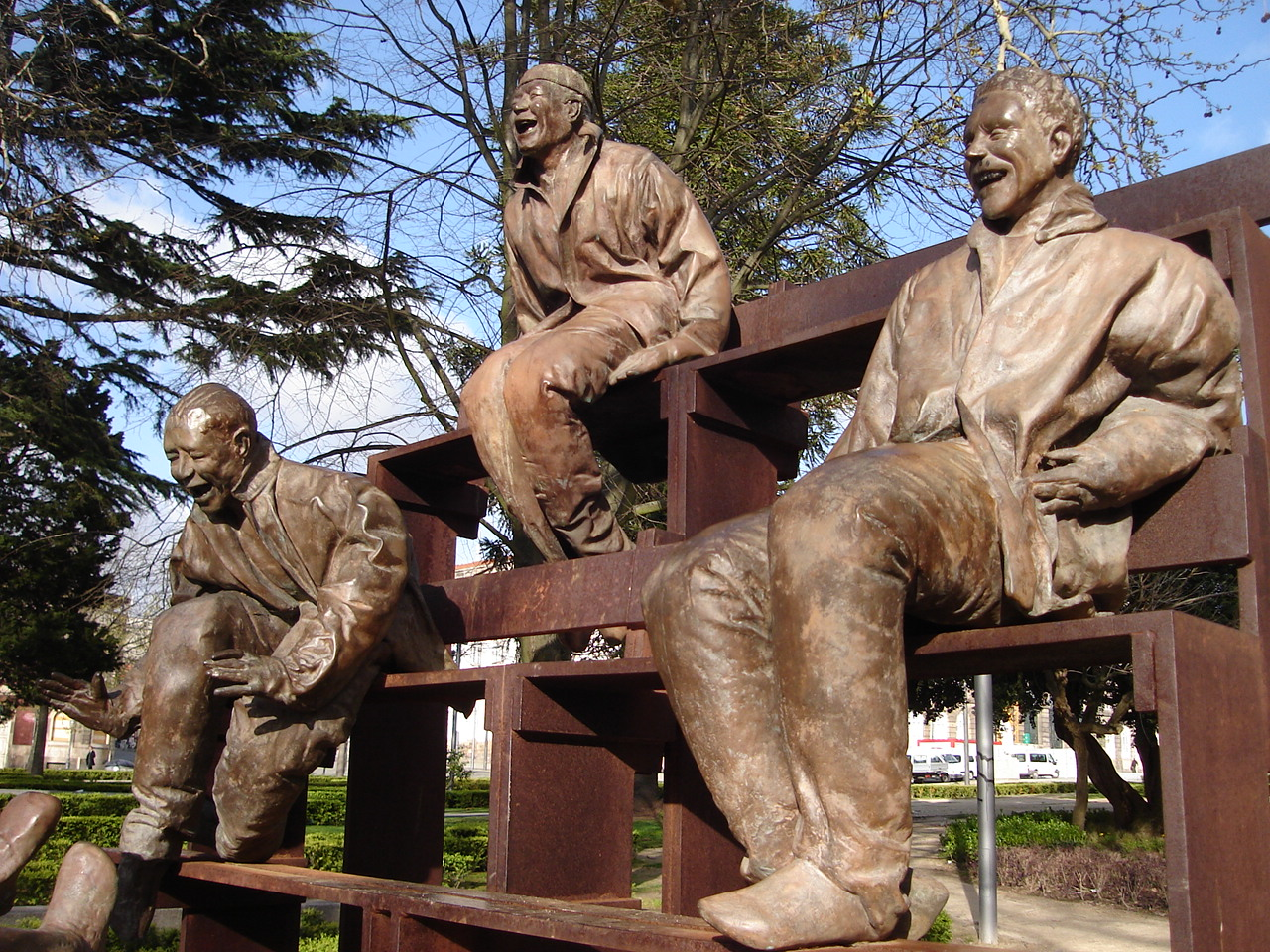
Conjunto de esculturas - "Trece a reír unos de los otros" de Juan Muñoz (2001)
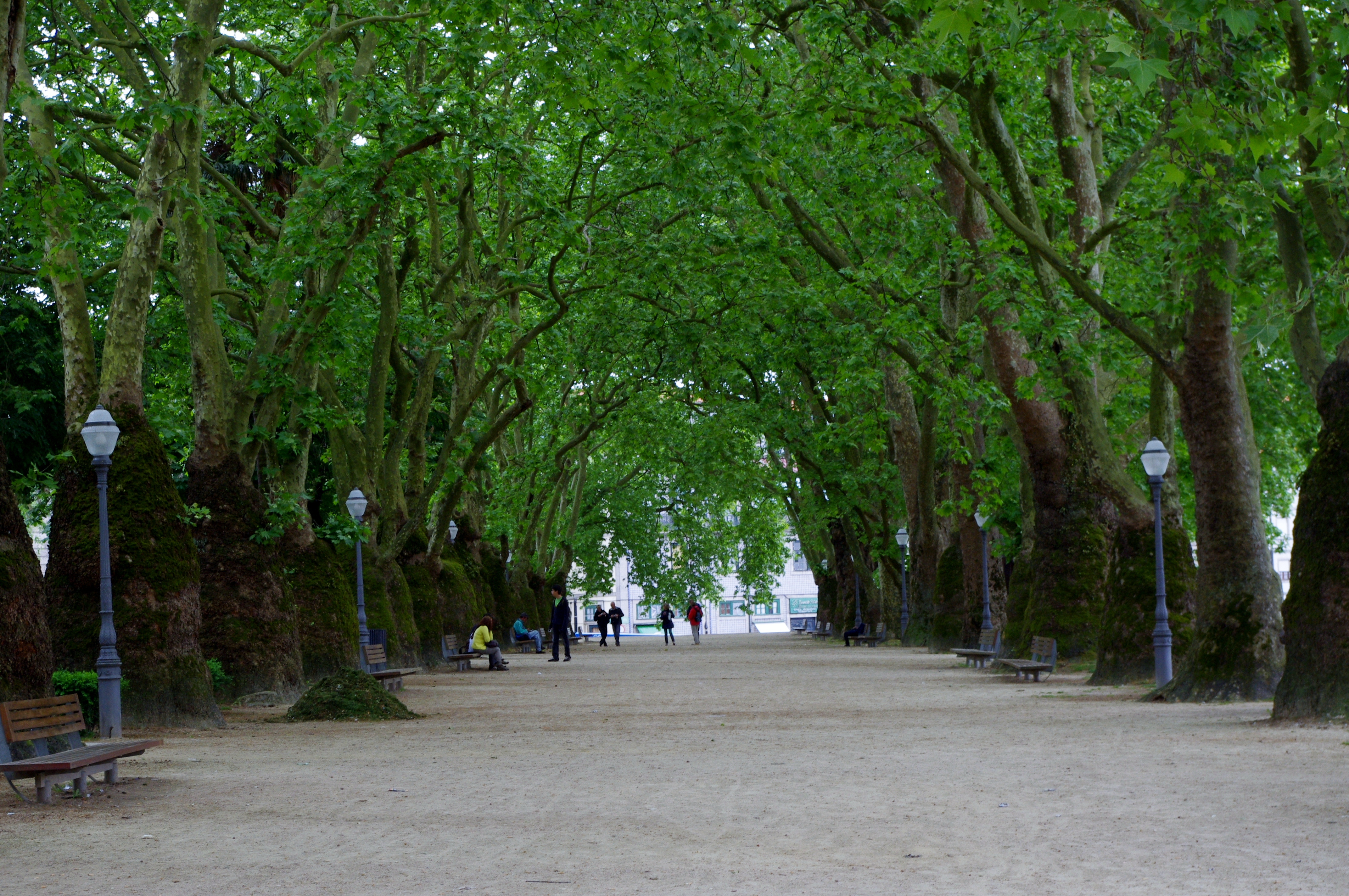
Alameda frente al Palacio de la Justicia